# 森野ひな
森野 ひな（もりの ひな、1989年〈昭和64年〉1月7日 - ）は、日本のAV女優。元ピースプロモーション所属。
東京都出身。血液型:AB型。身長:154cm。スリーサイズ:B83(C)・W58・H84。

## 略歴・人物
2007年にデビューしたロリ系のAV女優である。

## 出演作品

### アダルトビデオ
2007年
- Tokyo 流儀 46 （10月2日、プレステージ）
- ウリをはじめた制服少女 59 本厚木初ウリ少女 （10月20日、プレステージ）
- 女子校生裏バイブル 3 （10月20日、プレステージ）
- 高貴美少女学園 16 （11月1日、プレステージ）
- eighteen 18歳限定。 [撮影されちゃった18歳。森野ひな] （11月8日、SODクリエイト）
- ワリのいいバイトをはじめた娘。 33 （11月22日、プレステージ）
- 一人暮らし ～BIG純と24時間～（11月23日、ケイ・エム・プロデュース）
- 少年ロリータ おちんぽ海岸物語 （12月1日、クロス）
- オトコのスケベな妄想シリーズ VOL.8 美人とブスの価値が逆転!? （12月6日、SODクリエイト）
- 女子大生ルームシェアレズビアン （12月14日、アップス）
- 少女伝説 08 （12月19日、プレステージ）
- 未●年 2 （12月19日、プレステージ）

2008年
- ALICE あい （1月1日、グラフィス） ※「あい」名義
- 校内援交 13 （1月1日、プレステージ）
- 中出しフリーターだいちゃん 引越し屋編 （1月5日、アイエナジー）…オムニバス作品
- VIVA! 制服JKの尻ずり （1月19日、アロマ企画）…オムニバス作品
- 美少女陵辱遊戯 6 （1月25日、ブリット）
- 強制拘束ポルチオ実験体 （2月13日、プレステージ）…オムニバス作品
- 借金姉妹 美肉返済 （2月7日、ヒビノ）
- 犯される美しき少女たち 5 （2月9日、あけぼの映像）
- 女子高生! 妹-1グランプリ （2月21日、ディープス）
- 狂乱アクメ 執行番号22 森野ひな （2月22日、プレステージ）
- 女子校生強制中出し 15 （3月8日、隼エージェンシー）…オムニバス作品
- TOKYO HIGHSCHOOL CUTIE 玉門女子校生 森野ひな （3月29日、チェリーズ）
- 女子●学生職業体験施設 ～介護セラピスト編～ （4月4日、ナチュラルハイ）…※「森川奈々」名義
- 渋谷センター街 ギャルがたむろするゲームセンター「●●●」 （4月4日、ヒビノ）…オムニバス作品
- 女子校生のべろちゅう×手コキ VOL.2 （4月4日、OFFICE K'S）…オムニバス作品
- うつ伏せこすりつけオナニー （4月4日、OFFICE K'S）…オムニバス作品
- フェラコレ2008春SP （4月12日、隼エージェンシー）…オムニバス作品
- ぶっかけのある●学生姉妹の日常 ～ぶっかけたい年頃～ （4月17日、SODクリエイト）
- 親友なら！親友のマ○コ当ててみろ （4月17日、LADY×LADY）…オムニバス作品
- ロリレイプ 2 （4月19日、ミスター・インパクト）…オムニバス作品
- 上野雑居ビルトイレOLオナニー盗撮 4 （4月24日、PEEPING G）…オムニバス作品
- 説教手コキ （5月2日、OFFICE K'S）…オムニバス作品
- クイコミ紐オナアクメ （5月2日、OFFICE K'S）…オムニバス作品
- ロリはめ 15 （5月9日、I.B.WORKS）…オムニバス作品
- ヒロイン討伐 36 （5月9日、GIGA）
- こだわりの手コキ 4時間SP 8 30人のハンドメイド （5月10日、隼エージェンシー）…オムニバス作品
- レイプ中出し 5 理不尽に中出しされた7人のギャル （5月10日、隼エージェンシー）…オムニバス作品
- 生きて味わうこの世の天国 あ～ いくう～ いぐう～ 死ぬう～ いっちゃう～ だめ～ （5月10日、FAプロ）…オムニバス作品
- M中毒JK （5月10日、ソルト・ペッパー）
- S-Cute ex 19 （5月16日、S-CUTE）…オムニバス作品
- ガングロ女教師 ヤリマン乱交ハイスクール! （5月19日、クロス）
- いやらしい美容師のなやましい休日 （5月24日、チェリーズ）
- のぞき夫婦交換 夫公認・複数の男に輪される妻!／SEXしながら女とツバを呑み合う夫／娘のような少女のアソコをなめる夫 （5月25日、FAプロ）…オムニバス作品
- 701部隊女体拷問室 女捕虜SM監獄の夜 （5月25日、FAプロ）
- Hなファーストフード店♥ M字にナルドへようこそ! 2 （6月19日、V&Rプロダクツ）
- 淫語ノンストップマニアックオナニー （6月19日、クロス）…オムニバス作品
- 濃厚ピュアラブ早熟合体●学生 （6月19日、アンナと花子）
- 放尿女子トイレ 6 （6月26日、趣向倶楽部）…オムニバス作品
- ロリータ専門高級ソープ （6月27日、I.B.WORKS）
- 女性専用ショタコン風俗 何でもするよ! ぼく○才 （7月19日、クロス）
- 美脚クラブ180 （7月19日、ミスター・インパクト）…オムニバス作品
- 全裸立ち電マ連続アクメ 4時間 （8月8日、TMA）…オムニバス作品
- グラビアアイドルプロダクション流出 オナニークラブ盗撮 （8月8日、百人町グループ）…オムニバス作品
- JKH ～女子高生ハンター～ （9月17日、LOTUS）…オムニバス作品
- マンガ喫茶でHなコトするオフ会 渋谷編 4時間 （9月26日、チェリーズ）…オムニバス作品
- 女子校生の危ないアルバイト 2 （10月1日、マッドクルー）…オムニバス作品

2009年
- はじめての自画撮りオナニー （1月9日、I.B.WORKS）…オムニバス作品
- ロ●ータ顔上手コキ （2月13日、I.B.WORKS）…オムニバス作品